# Pęcice Małe
Pęcice Małe – wieś sołecka w Polsce, położona w województwie mazowieckim, w powiecie pruszkowskim, w gminie Michałowice. Leży nad rzeką Utratą.

## Historia
Historia Pęcic sięga przełomu XIII i XIV wieku. Wieś i majątek leżała na szlaku z Raszyńca do Błonia, niegdyś ważnego miejsca handlowego. Prowadził on przez Pęcice, Żbików i Rokitno. Stanowiły ośrodek klucza składającego się z majątków w Pęcicach i Chlebowie oraz podległych wsi Szamoty, Reguły i Kuchy.
W XIV wieku istniała parafia w Pęcicach obejmująca sąsiednie wsie. W 1603 roku spłonął drewniany kościół pod wezwaniem
św. Apostołów Piotra i Pawła. Kolejny, również drewniany kościół, został konsekrowany w 1766 roku. Obecny klasycystyczny, jednonawowy, murowany, zbudowano w latach 1824-32. Został on poważnie uszkodzony podczas I wojny światowej jesienią 1914 roku. Po wojnie odbudowany staraniem mieszkańców, otrzymał nowe organy i dzwonnicę. W południowej ścianie wmurowano, ku pamięci, dwa pociski artyleryjskie. Drugą pamiątką po tej wojnie jest cmentarz wojskowy na łąkach.
Początkowo w Pęcicach istniał dwór drewniany, rozbudowany przez kolejnych właścicieli w XVII wieku. W latach 1808–1809 powstał dwór murowany oraz otaczający go park. Na miejscu bagiennego jeziorka utworzono staw z wyspą. Całość otaczał jednolity ceglany mur z fosą. Miał stać się miejscem spotkań loży masońskiej. Dwór został zniszczony w wyniku działań I wojny światowej. Odbudowano go w niezmienionej formie i na pierwotnych fundamentach w latach 1922-25. Podczas II wojny światowej w majątku stacjonowały wojska niemieckie. 2 września 1944 roku doszło do bitwy pomiędzy Niemcami a oddziałem Powstańców Warszawskich wycofujących się do Suchego Lasu. Pomnik Powstańców znajduje się w pałacowym parku.
Po wojnie majątek upaństwowiono, a dwór stał się filią szpitala psychiatrycznego w Tworkach. Popadł w ruinę. Odremontowany w latach 70. XX wieku.
Pęcice to też dolina Utraty. Znajdują się tam też 400-letnie drzewa i ślady dymarek z II-III w.n.e.
W latach 1975–1998 miejscowość administracyjnie należała do województwa warszawskiego.